# Rosinei Adolfo Nascimento
Rosinei Adolfo, o simplemente Rosinei (nacido el 3 de mayo de 1983 en São Paulo), es un exfutbolista brasileño que jugaba como centrocampista. 

## Trayectoria
En marzo de 2004, Rosinei firmó un contrato con Corinthians hasta final de 2007. En 2005 ganó el Brasileirão con el cuadro paulista. En octubre de 2007 firmó un contrato con el Grêmio ya que había decidido no continuar en el Corinthians. Sin embargo, luego se arrepintió y firmó por el Real Murcia de España. Para el 2009, es cedido a préstamo al Club América de México. 
El 22 de abril de 2010, se anunció que el contrato de Rosinei se había pasado de préstamo a compra oficial (según los medios) por los siguientes 3 años. Su paso por el equipo Mexicano fue de irregular a malo. El 25 de noviembre de 2012 anunció que saldrá del América

## Clubes
| Club             | País   | Año             |
| ---------------- | ------ | --------------- |
| Cruzeiro         | Brasil | 2002            |
| São Caetano      | Brasil | 2003            |
| Corinthians      | Brasil | 2004-2007       |
| Real Murcia      | España | 2008            |
| Internacional    | Brasil | 2008-2009       |
| América          | México | 2009- 2012      |
| Atlético Mineiro | Brasil | 2012-2014       |
| Coritiba         | Brasil | 2014-2015       |
| Paraná           | Brasil | 2015 - Presente |

## Palmarés

### Campeonatos nacionales
| Título             | Equipo           | País   | Año  |
| ------------------ | ---------------- | ------ | ---- |
| Campeonato Mineiro | Cruzeiro         | Brasil | 2002 |
| Brasileirão        | Corinthians      | Brasil | 2005 |
| Campeonato Gaúcho  | Internacional    | Brasil | 2009 |
| Campeonato Mineiro | Atlético Mineiro | Brasil | 2013 |

### Copas internacionales
| Título              | Equipo           | País   | Año  |
| ------------------- | ---------------- | ------ | ---- |
| Copa Sudamericana   | Internacional    | Brasil | 2008 |
| Copa Libertadores   | Atlético Mineiro | Brasil | 2013 |
| Recopa Sudamericana | Atlético Mineiro | Brasil | 2014 |

## Características
Conocido como un "volante de recuperación, cuyas características de rápida recuperación de balón y educada conducción del mismo, lo transforman en una eficiente pieza en el centro del campo."
- Datos: Q1606666